# Wieża kościoła św. Mikołaja w Szczecinku
Wieża kościoła świętego Mikołaja – pozostałość gotyckiej świątyni znajdująca się w Szczecinku, w województwie zachodniopomorskim.

## Historia
Wieża została wzniesiona być może na miejscu pierwszej świątyni, jaka w tym miejscu została zbudowana około 1310 roku. Do budowy, lub zapewne nadbudowy pod koniec XVI wieku zniszczonej częściowo wieży, została użyta cegła z XIV-wiecznego klasztoru Marientron koło Szczecinka, rozebranego w czasie reformacji. W 1612 roku wieża i świątynia były już odbudowane. Wieża zwieńczona była barokowym dachem hełmowym, który na początku XIX wieku został przebudowany na namiotowy. Jej mury w niektórych miejscach dolnych partii mają 2,5 m grubości. Świątynia była jednonawowa i posiadała bardzo obszerne wydzielone prezbiterium. 

## Wyposażenie
Wyposażenie jej było bardzo skromne. Z cenniejszych rzeczy posiadała cztery srebrne kielichy gotyckie, z których jeden został ufundowany przez księżną Annę i jeden przez księżną Jadwigę w I połowie XVII wieku. Część wyposażenia została przeniesiona i umieszczona w nowo wybudowanym kościele Mariackim.

## Wieża - Muzeum
W 1909 roku została rozebrana nawa główna kościoła, zachowano tylko wieżę. Od 1913 roku były w niej prowadzone prace adaptacyjne mające na celu przystosowanie jej do potrzeb muzeum, które zostało otwarte rok później. Po II wojnie światowej, dzięki staraniom Aleksandra Stafińskiego, w 1958 roku w budynku zostało utworzone Muzeum Ziemi Szczecineckiej. W 2006 roku ekspozycje muzealne zostały przeniesione do nowej siedziby Muzeum Regionalnego.